# Club Oro de Jalisco
Maillots
Le Club Deportivo Oro de Jalisco (appelé aussi simplement Oro de Jalisco) est un ancien club mexicain de football de la ville de Guadalajara.
Il a été fondé en 1923 et a disparu en 1970 avant de reparaître brièvement en deuxième division en 2004. L'Oro de Jalisco évoluait au Stade Jalisco de Guadalajara (56.713 places) où le Brésil a joué ses matches lors des coupes du monde 1970 et 1986. Le club a été une fois champion du Mexique en 1963.

## Palmarès

### Amateur
- Vainqueur de la Liga Amateur de Jalisco : 1940 et 1943

### Professionnel
- Champion de la Primera división mexicana : 1963
- Vainqueur de la Supercoupe du Mexique : 1963
- Vice-champion de la Primera división mexicana : 1948, 1954, 1956, 1961 et 1965
- Finaliste de la Coupe du Mexique : 1947